# Rolf Zinkernagel

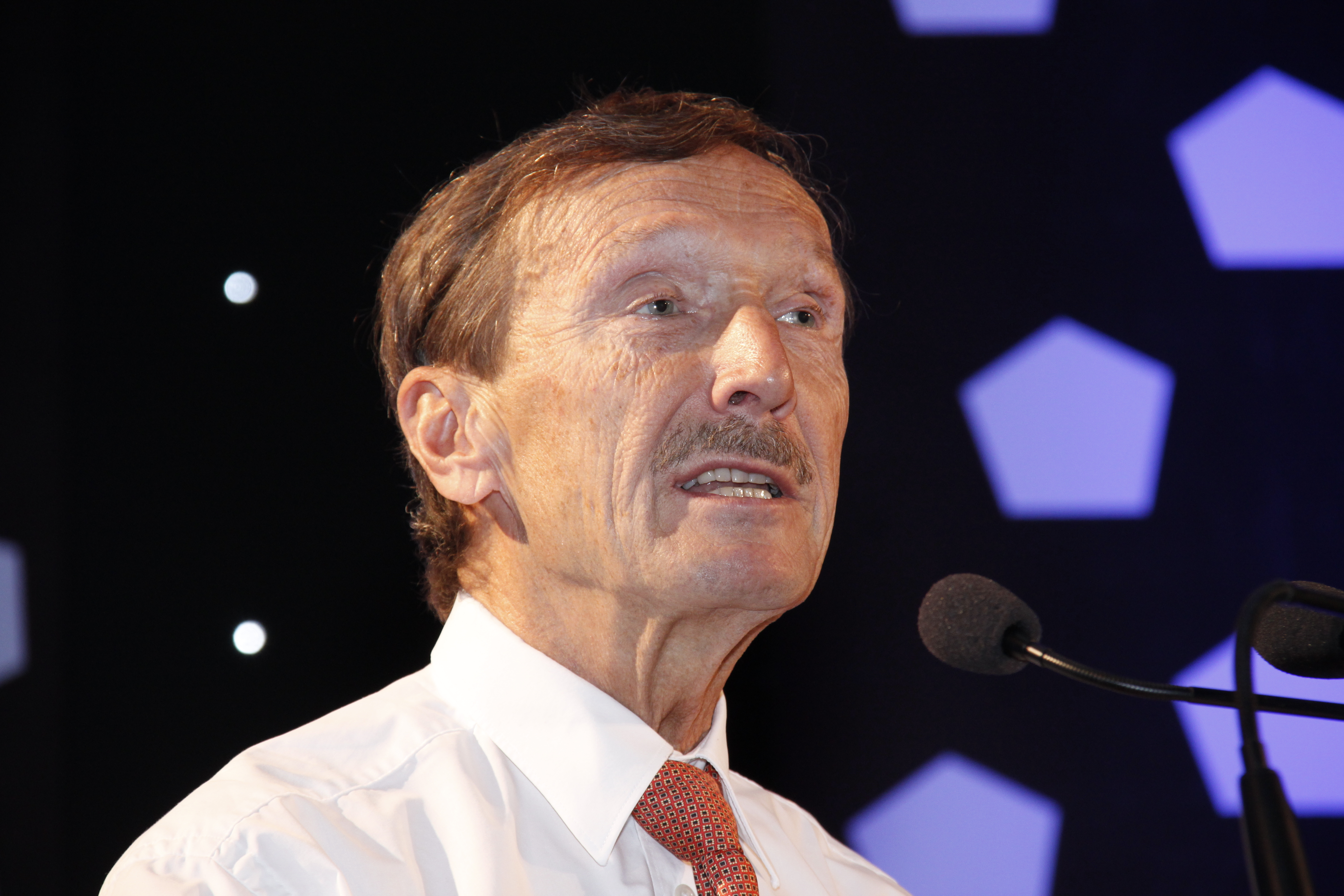
Rolf Zinkernagel (2011)

Rolf Martin Zinkernagel (* 6. Januar 1944 in Riehen, Basel-Stadt) ist ein Schweizer Mediziner und experimenteller Immunologe. Er ist Nobelpreisträger für Medizin (1996).

## Leben
Zinkernagel studierte von 1962 bis 1968 Medizin und promovierte 1970 an der Universität Basel mit einem Thema zur klinischen Neurologie. Er ist Mitglied der Zofingia. Von Oktober 1970 bis 1973 arbeitete er als wissenschaftlicher Assistent am Institut für Biochemie der Universität Lausanne. 1975 erhielt er den Ph. D. an der Australian National University in Canberra und habilitierte sich dort auch. Von 1976 bis 1979 war er Professor am Scripps Research Institute, anschließend ging er an die Universität Zürich, an der er bis 1992 blieb. Später arbeitete er am Institut für experimentelle Immunologie des Universitätsspital Zürich.
Im Februar 2008 trat Rolf Zinkernagel in den Ruhestand.
Zusammen mit dem Australier Peter Doherty entdeckte er 1973, wie das Immunsystem virusinfizierte Zellen erkennt. Für diese Erkenntnis bekamen beide 1996 den Nobelpreis für Medizin. Virusbefallene Zellen werden vom Immunsystem durch Killer-T-Zellen erkannt und vernichtet. Mit Doherty entdeckte er bei Untersuchung mit Meningitis-Viren infizierter Mäuse, dass diese Killer T-Zellen für die Erkennung virusbefallener Zellen nicht nur ein Virus-Antigen benötigen, sondern auch die MHC-Komplexe, von denen man zuvor wusste, dass sie bei Gewebeabstoßung bei Transplantationen eine Rolle spielen. Ihre Rolle in der Immunabwehr gegen Viren war überraschend.
Zinkernagel ist somit der 24. Schweizer Nobelpreisträger. Bereits 1981 erhielt er den Cloëtta-Preis. 1983 wurde Zinkernagel der Paul-Ehrlich-und-Ludwig-Darmstaedter-Preis verliehen, 1986 der Gairdner Foundation International Award, 1987 der William B. Coley Award, 1988 der Otto Naegeli-Preis und 1995 der Albert Lasker Award for Basic Medical Research. Seit 1994 ist er Mitglied der Deutschen Akademie der Naturforscher Leopoldina (seit 2008 Nationale Akademie der Wissenschaften). 1989 wurde er als ordentliches Mitglied in die Academia Europaea aufgenommen. 1996 wurde Zinkernagel in die National Academy of Sciences, 1998 in die American Academy of Arts and Sciences und 2001 in die American Philosophical Society gewählt.